# Comuna Velîka Soltanivka, Vasîlkiv
Velîka Soltanivka (în ucraineană Велика Солтанівка) este o comună în raionul Vasîlkiv, regiunea Kiev, Ucraina, formată din satele Hlepcea și Velîka Soltanivka (reședința).

## Demografie
Componența lingvistică a comunei Velîka Soltanivka
     Ucraineană (94,09%)
     Rusă (5,21%)
     Alte limbi (0,59%)
Conform recensământului din 2001, majoritatea populației comunei Velîka Soltanivka era vorbitoare de ucraineană (94,09%), existând în minoritate și vorbitori de rusă (5,21%).